# Londra dal parco di Greenwich
Londra dal parco di Greenwich (London from Greenwich Park) è un dipinto a olio su tela (90×120 cm) del pittore inglese William Turner, realizzato nel 1809 e conservato al Tate Britain di Londra.

## Descrizione
L'opera è firmata e datata in basso al centro, verso sinistra: «1809», «JMW Turner RA PP» (le lettere «RA PP» stanno a significare «Royal Academy, Professor of Perspective», cattedra che gli venne assegnata il 2 novembre 1807). Londra dal parco di Greenwich, in ogni caso, fu presentata nel 1809 presso lo spazio espositivo di Turner al n. 64 di Harley Street, allestito a causa di alcuni attriti con la Royal Academy, e fu venduta intorno al 1811 a Walter Fakwes. Il Fawkes avrebbe poi restituito l'opera al pittore in data imprecisata in cambio di un altro dipinto: incluso nel Lascito Turner 1856, nel 1910 il quadro giunse nelle collezioni della Tate Gallery nel 1910, trovando così la sua collocazione definitiva.
Come si può dedurre dal titolo, il dipinto rappresenta una veduta panoramica del fiume Tamigi che, lambendo il complesso del Royal Hospital di Greenwich in primo piano (celebre opera di Christopher Wren), si estende sino a penetrare nel centro urbano di Londra, ben rappresentata dal profilo della cattedrale di Saint Paul, accennata con pochissime pennellate, che si erge maestosa sullo sfondo. In primo piano, infine, troviamo un branco di cervi che sta pacificamente riposando su una verde radura, circoscritta da una cortina di alberi frondosi. Quando venne esposta, inoltre, l'opera venne debitamente corredata da alcuni versi dedicati al Tamigi, di mano dello stesso Turner, che in questo modo approfondisce la propria riflessione sul tema dell'industrializzazione, assai sentito all'epoca:
(William Turner)